# Haitianische Fußballnationalmannschaft/Weltmeisterschaften
Der Artikel beinhaltet eine ausführliche Darstellung der haitianischen Fußballnationalmannschaft  bei Fußball-Weltmeisterschaften. Die Fußballnationalmannschaft von Haiti nahm bisher erst einmal an einer Weltmeisterschaftsendrunde teil. In der ewigen Tabelle der WM-Endrundenteilnehmer belegt Haiti den 78. Platz.

## Überblick

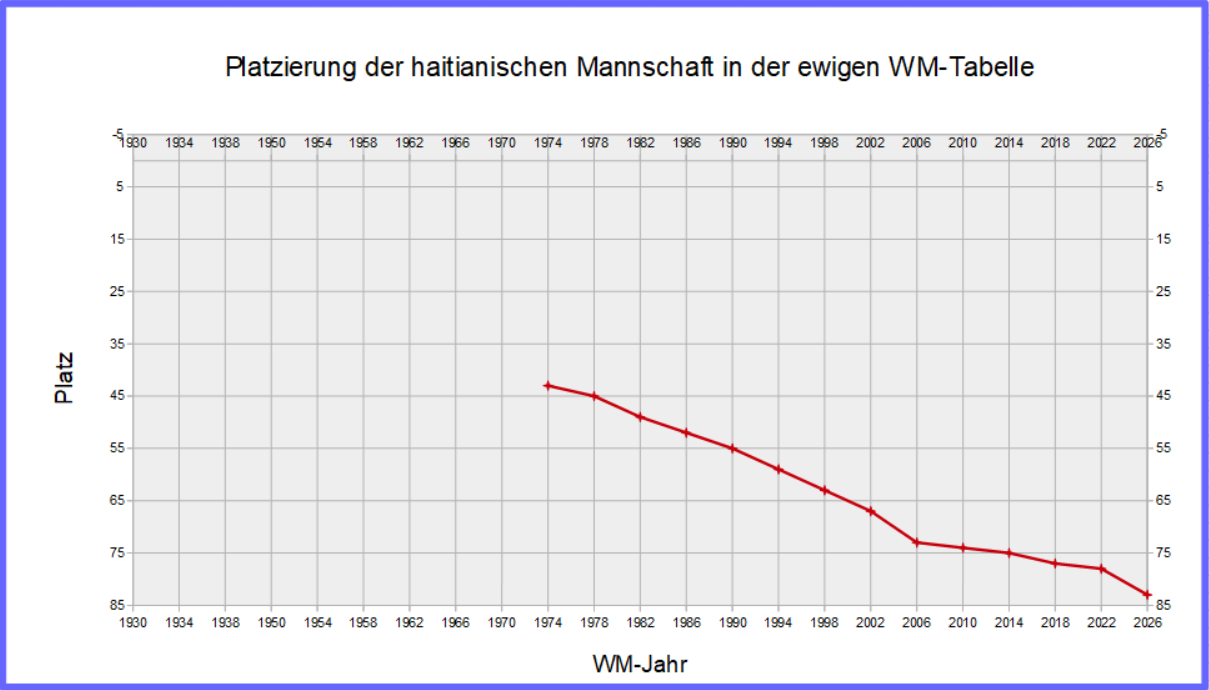
Platzierung der haitianischen Mannschaft in der ewigen WM-Tabelle

| Jahr | Gastgeberland  | Teilnahme bis …    | Letzte(r) Gegner            | Ergebnis | Trainer       | Bemerkungen und Besonderheiten |
| ---- | -------------- | ------------------ | --------------------------- | -------- | ------------- | --- |
| 1930 | Uruguay        | nicht teilgenommen |                             |          |               | Kein FIFA-Mitglied |
| 1934 | Italien        | nicht qualifiziert |                             |          |               | In der Qualifikation in der 1. Runde an Kuba gescheitert, das sich ebenfalls nicht qualifizieren konnte. |
| 1938 | Frankreich     | nicht teilgenommen |                             |          |               | |
| 1950 | Brasilien      | nicht teilgenommen |                             |          |               | |
| 1954 | Schweiz        | nicht qualifiziert |                             |          |               | In der Qualifikation an Mexiko gescheitert. |
| 1958 | Schweden       | nicht teilgenommen |                             |          |               | |
| 1962 | Chile          | nicht teilgenommen |                             |          |               | |
| 1966 | England        | nicht teilgenommen |                             |          |               | |
| 1970 | Mexiko         | nicht qualifiziert |                             |          |               | In der Qualifikation im Finale an El Salvador gescheitert. |
| 1974 | Deutschland    | Vorrunde           | Italien, Argentinien, Polen | 15.      | Antoine Tassy | Nach drei Niederlagen als Gruppenletzter ausgeschieden. Emmanuel Sanon erzielte im Spiel gegen Italien in der 46. Spielminute die Führung für Haiti. Italiens Torwart Dino Zoff war bis zu diesem Zeitpunkt seit dem 20. September 1972 1143 Länderspielminuten lang ohne Gegentor geblieben. |
| 1978 | Argentinien    | nicht qualifiziert |                             |          |               | In der Qualifikation in der 2. Runde wieder an Mexiko gescheitert. |
| 1982 | Spanien        | nicht qualifiziert |                             |          |               | In der Qualifikation im Finalturnier als Gruppenletzter von 6 Teilnehmern gescheitert. |
| 1986 | Mexiko         | nicht qualifiziert |                             |          |               | In der Qualifikation in der 2. Runde an Kanada gescheitert. |
| 1990 | Italien        | nicht teilgenommen |                             |          |               | |
| 1994 | USA            | nicht qualifiziert |                             |          |               | In der Qualifikation in der 1. Runde der Gruppe „Karibik 1“ aufgrund der Auswärtstorregel an den Bermudas gescheitert, die sich ebenfalls nicht qualifizieren konnten. |
| 1998 | Frankreich     | nicht qualifiziert |                             |          |               | In der Qualifikation in der Vorrunde der Gruppe „Karibik 1“ an Kuba gescheitert, das sich ebenfalls nicht qualifizieren konnte. |
| 2002 | Südkorea/Japan | nicht qualifiziert |                             |          |               | In der Qualifikation im Finale der Karibikzone 3 an Trinidad und Tobago gescheitert, das sich ebenfalls nicht qualifizieren konnte. |
| 2006 | Deutschland    | nicht qualifiziert |                             |          |               | In der Qualifikation in der 2. Runde an Jamaika gescheitert, das sich ebenfalls nicht qualifizieren konnte. |
| 2010 | Südafrika      | nicht qualifiziert |                             |          |               | In der Qualifikation in der 3. Runde an Costa Rica und El Salvador gescheitert, die sich ebenfalls nicht qualifizieren konnte. |
| 2014 | Brasilien      | nicht qualifiziert |                             |          |               | In der Qualifikation in der 2. Runde an Antigua und Barbuda gescheitert, das sich ebenfalls nicht qualifizieren konnte. |
| 2018 | Russland       | nicht qualifiziert |                             |          |               | Haiti musste erst in der dritten Runde der Qualifikation antreten und traf dabei auf Grenada. Nach zwei Siegen wurde die vierte Runde erreicht, wo Costa Rica, Panama und Jamaika die Gegner waren. Bereits zwei Spieltage vor Schluss hatte man keine Chance mehr auf ein Weiterkommen.      |
| 2022 | Katar          | nicht qualifiziert |                             |          |               | In der Qualifikation traf Haiti in der ersten Runde auf Belize, Nicaragua sowie die Turks- und Caicosinseln. Mit drei Siegen wurde die zweite Runde erreicht, in der Haiti nach zwei Niederlagen gegen Kanada ausschied.                                                                      |

## WM-Turniere

### Weltmeisterschaft 1930 in Uruguay
Die Fédération Haïtienne de Football war zwar bereits 1908 gegründet worden, aber erst 1933 in die FIFA aufgenommen worden. Daher konnte Haiti an der ersten WM in Uruguay nicht teilnehmen.

### Weltmeisterschaft 1934 in Italien
Am 28. Januar 1934 bestritt Haiti in Port-au-Prince das erste WM-Qualifikationsspiel und verlor gegen Kuba mit 1:3. Vier Tage später wurde gegen Kuba am selben Ort ein 1:1 erreicht und drei Tage später folgte ebenda ein 0:6. Damit schied Haiti aus. Kuba scheiterte dann in der nächsten Runde an Mexiko, das sich damit eigentlich für die WM qualifiziert hatte, in Italien aber noch gegen die verspätet angemeldete USA antreten musste und dort mit 2:4 verlor.

### Weltmeisterschaft 1938 in Frankreich
Vier Jahre später nahm Haiti an der Qualifikation nicht teil.

### Weltmeisterschaft 1950 in Brasilien
Auch zur ersten WM nach dem Zweiten Weltkrieg trat Haiti nicht an. Mit Joseph Gaetjens stand aber ein Haitianer im Kader der USA und erzielte gegen England den 1:0-Siegtreffer für die USA, wodurch England überraschend bei seiner ersten WM-Teilnahme in der Vorrunde ausschied.

### Weltmeisterschaft 1954 in der Schweiz
In der Qualifikation für die WM in der Schweiz musste Haiti gegen Mexiko und die USA antreten. Haiti verlor alle vier Spiele und schied als Gruppenletzter aus. Dabei wurde unter anderem mit 0:8 gegen Mexiko verloren. Eine höhere Niederlage (1:9) gab es nur 1959 gegen Brasilien.

### Weltmeisterschaften 1958 bis 1966
An den Qualifikationen für die Weltmeisterschaften in Schweden, Chile und England nahm Haiti dann wieder nicht teil.

### Weltmeisterschaft 1970 in Mexiko
In der Qualifikation für die WM in Mexiko trat Haiti dann wieder an und spielte mit um den Startplatz, der den CONCACAF-Mannschaften zusätzlich zum Startplatz für Gastgeber Mexiko zugestanden wurde. In der ersten Runde setzte sich Haiti gegen Guatemala und Trinidad und Tobago durch und überstand auch das Halbfinale gegen die USA mit zwei Siegen (2:0 und 1:0). Im Finale war dann El Salvador der Gegner. Nach einem 1:2 im Heimspiel wurde das Auswärtsspiel mit 3:0 gewonnen. Da die erzielten Tore keine Rolle spielten, gab es ein Entscheidungsspiel in Kingston (Jamaika), das mit 0:1 nach Verlängerung verloren wurde. Damit qualifizierte sich El Salvador zum ersten Mal für die WM.

### Weltmeisterschaft 1974 in Deutschland

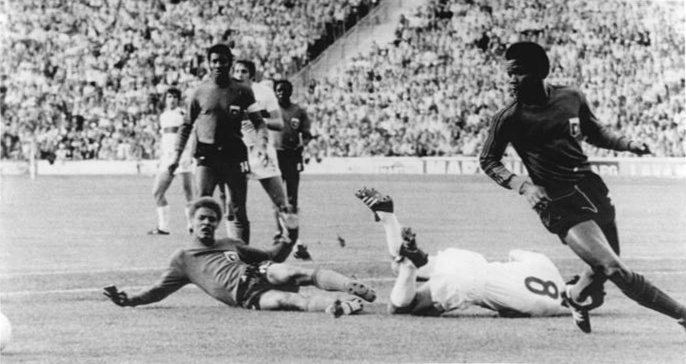
Szene aus dem Spiel gegen Italien

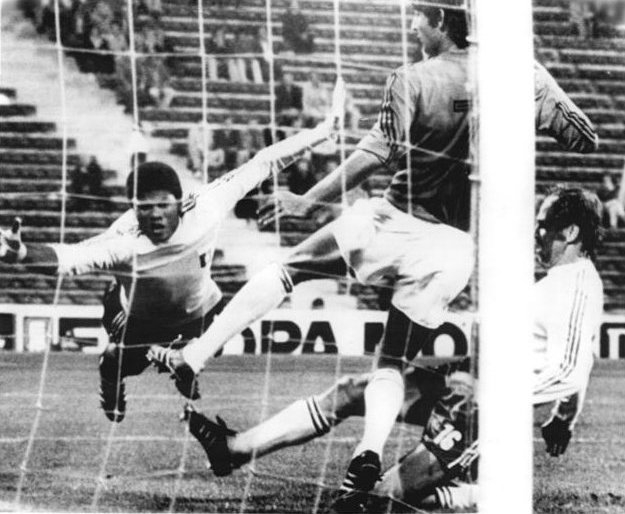
Szene aus dem Spiel gegen Polen: Grzegorz Lato erzielt den 7:0-Endstand

Für die erste WM in Deutschland konnte sich Haiti dann überraschend qualifizieren. In der 1. Runde der Qualifikation wurde Puerto Rico mit 7:0 und 5:0 ausgeschaltet. In der zweiten Runde konnte Haiti bei einem Turner in Port-au-Prince den Heimvorteil nutzten und sich gegen Trinidad und Tobago, Mexiko, Honduras, Guatemala und die Niederländischen Antillen durchsetzen. Dabei verlor Haiti nur das letzte Spiel gegen Mexiko, als die Qualifikation schon perfekt war und profitierte dabei von der Niederlage der Mexikaner gegen Trinidad und Tobago und dass Mexiko gegen Guatemala und Honduras nur zum Remis kam.
In Deutschland traf Haiti in seinem ersten WM-Spiel auf Vizeweltmeister Italien. Italiens Torwart Dino Zoff hatte seit dem 20. September 1972 kein Gegentor mehr kassiert und vor 53.000 Zuschauern in München, von denen die meisten in Deutschland lebende italienische Gastarbeiter waren, galt Italien als Favorit. Haiti hielt aber 45 Minuten lang das 0:0 und in der ersten Minute der zweiten Halbzeit gelang Emmanuel Sanon sogar das 1:0, womit Dino Zoff nach 1143 Länderspielminuten wieder ein Gegentor hinnehmen musste. Sechs Minuten später gelang Gianni Rivera aber der Ausgleich für die Italiener, womit der Widerstand gebrochen war. Romeo Benetti und Pietro Anastasi erhöhten dann noch auf 3:1 für Italien. Im zweiten Spiel geriet Haiti dann gegen Olympiasieger Polen, gegen den im April 1974 in Haiti ein 3:1-Sieg nach einer vorherigen 1:2-Niederlage gelang, mit 0:7 unter die Räder und auch gegen Argentinien wurde verloren (1:4). Damit verabschiedete sich Haiti für mindestens 48 Jahre von der WM-Bühne, hatte aber durch das Verhindern von mehr als drei Toren der Italiener dafür gesorgt, dass Italien bereits in der ersten Finalrunde ausschied.

### Weltmeisterschaft 1978 in Argentinien
Für die WM in Argentinien konnte sich Haiti dann wieder nicht qualifizieren. In der Vorentscheidung der Qualifikation setzte sich die Mannschaft noch mit zwei 3:0-Siegen gegen die Dominikanische Republik durch. In der zweiten Runde folgten zwei Siege (2:1 und 7:0) gegen die Niederländischen Antillen. In der dritten Runde wurde dann Kuba in drei Spielen (zweimal 1:1 und einmal 2:0 auf neutralem Platz) ausgeschaltet. In der letzten Runde wurde dann aber nur der zweite Platz hinter Mexiko belegt, das in der Sechsergruppe alle fünf Spiele gewann.

### Weltmeisterschaft 1982 in Spanien
In der Qualifikation für die WM in Spanien, für die den CONCACAF-Mannschaften nach Aufstockung des Teilnehmerfeldes nun wieder zwei Startplätze zustanden, setzte sich Haiti in der 1. Runde in der Karibik-Gruppe B gegen Trinidad und Tobago und die Niederländischen Antillen durch, da Haiti drei Tore mehr erzielen konnte als die beiden Gruppengegner. Beim Final-Turnier wurde dann nur der letzte Platz hinter Honduras, das sich erstmals qualifizierte, El Salvador, das zum zweiten Mal die WM-Endrunde erreichte, Mexiko, Kanada und Kuba belegt. Dabei gelangen nur zwei Unentschieden gegen Kanada und Mexiko, alle anderen Spiele wurden verloren.

### Weltmeisterschaft 1986 in Mexiko
Die Qualifikation zur zweiten WM in Mexiko, für die den CONCACAF-Mannschaften neben Gastgeber Mexiko nur ein weiterer Startplatz zugebilligt wurde, lief dann nicht besser. In der ersten Runde konnte sich Haiti zwar mit 4:0 und 1:2 gegen Antigua und Barbuda durchsetzen, verlor dann aber in der zweiten Runde alle Spiele gegen Kanada und Guatemala. Kanada konnte sich anschließend zum ersten und bisher einzigen Mal für die WM-Endrunde qualifizieren.

### Weltmeisterschaft 1990 in Italien
Die Qualifikation zur zweiten WM in Italien fand ohne Haiti statt.

### Weltmeisterschaft 1994 in den Vereinigten Staaten
In der Qualifikation für die WM in den USA scheiterte Haiti bereits in der ersten Runde. Nach einer 0:1-Auswärtsniederlage gegen Bermuda konnte das Heimspiel nur mit 2:1 gewonnen werden. Da mittlerweile die Auswärtstorregel galt, schied Haiti aus. Bermuda konnte sich aber ebenfalls nicht qualifizieren.

### Weltmeisterschaft 1998 in Frankreich
In der Qualifikation für die zweite WM in Frankreich, für die den CONCACAF-Mannschaften nun drei Startplätze zugestanden wurden, konnte sich Haiti auch nicht qualifizieren. Zunächst wurde aber gegen Grenada mit 6:1 und 1:0 gewonnen, dann aber gegen Kuba mit 1:6 verloren und im Rückspiel nur ein 1:1 erreicht. Kuba scheiterte dann ebenfalls in der nächsten Runde.

### Weltmeisterschaft 2002 in Japan und Südkorea
Die Qualifikation für die erste WM in Asien verlief wieder wie zuvor. In der ersten Runde wurde Dominica mit 4:0 und 3:1 ausgeschaltet, dann die Bahamas mit 9:0 und 0:4, aber dann das Hinspiel in Trinidad & Tobago mit 1:3 verloren und im Rückspiel nur ein 1:1 erreicht. Haiti hatte dann zwar noch die Chance, sich über die Interzonen-Qualifikation gegen Honduras für die CONCACAF Zwischenrunde zu qualifizieren, verlor aber mit 0:4 und 1:3. Trinidad & Tobago sowie Honduras schieden dann in der CONCACAF Finalrunde als Gruppenletzter bzw. -vierter aus.

### Weltmeisterschaft 2006 in Deutschland
Für die zweite WM in Deutschland konnte sich Haiti dann nicht wieder qualifizieren. In der ersten Runde wurde noch die Fußballnationalmannschaft der Turks- und Caicosinseln mit 5:0 und 2:0 ausgeschaltet, in der zweiten Runde war aber nach einem 1:1 und einem 0:3 gegen Jamaika die Qualifikation für Haiti schon beendet.

### Weltmeisterschaft 2010 in Südafrika
Für die erste WM in Afrika konnte sich Haiti ebenfalls nicht qualifizieren. Die Qualifikation begann für Haiti in der zweiten Runde mit einem 0:0 im Heimspiel gegen die Niederländischen Antillen. Da das Auswärtsspiel aber mit 1:0 gewonnen wurde, zog Haiti in die dritte Runde ein. Hier schied Haiti als Gruppendritter hinter Costa Rica und El Salvador aus und konnte nur Suriname hinter sich lassen. Dabei konnte Haiti kein Spiel gewinnen, je drei wurden verloren und endeten remis. Costa Rica und El Salvador konnten sich aber letztlich auch nicht qualifizieren.

### Weltmeisterschaft 2014 in Brasilien
Für die zweite WM in Brasilien konnte sich Haiti dann auch nicht qualifizieren. Bereits in der zweiten Runde, für die Haiti automatisch qualifiziert war, scheiterte die Mannschaft an Antigua und Barbuda. Nur Curaçao und die Amerikanischen Jungferninseln konnten auf die Plätze verwiesen werden. Antigua und Barbuda scheiterte dann in der dritten Runde.

### Weltmeisterschaft 2018 in Russland
In der Qualifikation für die WM in Russland musste Haiti erst in der dritten Runde eingreifen und traf in Hin- und Rückspiel Ende August/Anfang September 2015 auf Grenada. Mit zwei Siegen wurde die vierte Runde erreicht, wo Costa Rica, Panama und Jamaika die Gegner waren. Schon zwei Spieltage vor Schluss hatte man keine Chance mehr auf ein Weiterkommen.

### Weltmeisterschaft 2022 in Katar
In der Qualifikation traf Haiti in der ersten Runde daheim auf Belize und Nicaragua sowie auswärts auf die Turks- und Caicosinseln. Die zudem zugeloste Mannschaft von St. Lucia wurde kurz vor Beginn der Qualifikation zurückgezogen. Die Spiele fanden wegen der COVID-19-Pandemie erst im März und Juni 2021 statt. Haiti gewann die drei Spiele und traf in der zweiten Runde auf Kanada. Mit 0:1 und 0:3 endeten die WM-Träume der Haitianer im Juni 2021.

## Spieler

### Rangliste der Spieler mit den meisten Einsätzen
- 1. Eddy Antoine, Pierre Bayonne, Jean-Claude Désir, Henri Françillon, Joseph Gaetjens (1950 für die USA), Wilner Nazaire, Emmanuel Sanon und Philippe Vorbe – je 3 Spiele

### Rangliste der Spieler mit den meisten WM-Toren
- 1. Emmanuel Sanon † - 2 Tore
- 2. Joseph Gaetjens † - 1 Tor (1950 für die USA)

### WM-Kapitäne
- 1974: Wilner Nazaire (im 3. Spiel nur bis zur 25. Minute)

### Bei Weltmeisterschaften gesperrte Spieler
- 1974: Pierre Bayonne erhielt im zweiten Spiel gegen Polen die zweite Gelbe Karte, war aber für das letzte Gruppenspiel nicht gesperrt.

### Anteil der im Ausland spielenden Spieler im WM-Kader
Bei der bisher einzigen Teilnahme standen mit Wilner Nazaire vom französischen Zweitligisten FC Valenciennes und Roger Saint-Vil, der in Trinidad & Tobago spielte, nur zwei Legionäre im Kader.

## Spiele
- Haiti bestritt bisher drei WM-Spiele, die alle verloren wurden.
- Haiti nahm dabei nicht am Eröffnungsspiel gegen den Titelverteidiger teil, spielte nicht gegen den späteren Weltmeister oder Gastgeber und auch nicht gegen WM-Neulinge. Die Niederlagen gegen die beiden europäischen Mannschaften sind die höchsten gegen diese Mannschaften.

| Alle WM-Spiele |            |             |          |          |                |                                      |
| Nr.            | Datum      | Gegner      | Ergebnis | Anlass   | Austragungsort | Bemerkung                            |
| 1              | 15.06.1974 | Italien     | 1:3      | Vorrunde | München (BRD)  | Erstes Länderspiel gegen Italien     |
| 2              | 19.06.1974 | Polen       | 0:7      | Vorrunde | München (BRD)  |                                      |
| 3              | 23.06.1974 | Argentinien | 1:4      | Vorrunde | München (BRD)  | Erstes Länderspiel gegen Argentinien |

## Negativrekorde
- Die meisten Turnier-Gegentore: 1974 – Haiti und Zaire – je 14 in 3 Spielen